# Український доброволець
«Український Доброволець» — газета, що виходила у 1943—1945 роках у зв'язку з німецькими планами створення Українського Визвольного Війська українським Відділом пропаганди IV. Місце виходу газети — Фельдпост (польова пошта) № 38716.
Головні редактори: В. Маньківський, Мих. Василенко, Р. Світличний (послідовно).
Мова видання — українська. Обсяг газети: від 4 до 6 сторінок.
У 21 столітті Добровольчий Рух ОУН випускав газету «Доброволець», що мала в заголовку слово «український».